# Ярцев, Николай Захарович
Никола́й Заха́рович Ярцев (1860 год, Минусинск, Енисейская губерния — 1927 год, Минусинск) — театральный деятель, музыкант, актер, один из основателей и режиссёр Минусинского драматического театра (1910—1923).

## Биография
История рода Ярцевых д окументально прослеживается в XVIII—XIX вв. В этот период его представители служили священниками и дьяконами в Ачинском и Минусинском уезде Енисейской губернии. Николай Захарович учился в Томском духовном училище, но по духовной стезе не пошел.
В 1878 г. он значится сортировщиком Ачинской, а затем Минусинской почтовой конторы. Через три года, он поступает в Минусинский окружной суд канцелярским служителем. Дослужился до столоначальника по гражданским делам и губернского секретаря. На эти годы и приходится зарождение Минусинского драматического театра.
В мае 1889 года Ярцев переводится в Красноярск помощником столоначальника Енисейской казенной палаты. Но, через четыре года возвращается в Минусинск, здесь он преподает пение в женской прогимназии и городском училище.
В 1898 г., в чине титулярного советника, Ярцев поступил на службу к купцу Корнакову — управляющим типографией. Но уже в 1910 году Ярцев становится платным режиссёром Минусинского драматического театра.
В театре в честь 45-летней сценической деятельности Н. З. Ярцева состоялся бенефис. Об этом событии повествует выдержка из газеты «Власть труда» № 16 за 26 октября 1922 года: «Бенефис режиссера Н. З. Ярцева.»
Умер в 1927 году в Минусинске.